# 十進角
十進角（じゅうしんかく、英：Decimal degrees (DD) ）とは、角度の表現法の一つである。緯度と経度の地理座標を度分秒法が北緯a度b分c.d秒、東経e度f分g.h秒と表現するのに対して、十進角ではa.bcd度、経度e.fgh度といったように分秒の部分を小数、十進法で表す。
緯度の値が正数の場合は北緯、負数の場合は南緯を示す。経度は東経を正、西経を負で示す。緯度の値は±90°、経度の値は±180°の範囲に制限される。緯度と経度の記載順序は、通常は緯度を先に、経度を後にする。
DDは、多くの地理情報システム（GIS）、 OpenStreetMapなどのWebマッピングアプリケーション、およびGPSデバイスで使用されている。 10進度は、6進度（度、分、秒-DMS）を使用する代わりに使用できる。

## 精度
赤道での地球の半径は6,378,137.0メートルであり、円周は40,075,016.7メートルになる。赤道は経度で360度に分割されているので、赤道上の1度は111,319.5メートル（111.32キロメートル）になる。任意の緯度上の経度1度の長さは、これに緯度の余弦を乗じた物になるので、南下・北上につれて次第に短くなり、南極・北極では0となる。赤道上で任意の対象物の位置を示すのに必要となる小数点以下の桁数（精度）は次のようになる。
| 小数 場所 | 小数 度    | DMS             | このスケールで明確に認識できるオブジェクト | N / SまたはE / W 赤道で | E / W at 23°N/S | E / W at 45°N/S | E / Wで 67°N/S |
| --------- | ---------- | --------------- | ------------------------------------------ | ----------------------- | --------------- | --------------- | -------------- |
| 0         | 1.0        | 1°00 ′0″        | 国または大地域                             | 111.32 km               | 102.47 km       | 78.71 km        | 43.496 km      |
| 1         | 0.1        | 0°06′0″         | 大都市または地区                           | 11.132 km               | 10.247 km       | 7.871 km        | 4.3496 km      |
| 2         | 0.01       | 0°00′36″        | 町や村                                     | 1.1132 km               | 1.0247 km       | 787.1 m         | 434.96 m       |
| ３        | 0.001      | 0°00′3.6″       | 近所、通り                                 | 111.32 m                | 102.47 m        | 78.71 m         | 43.496 m       |
| 4         | 0.0001     | 0°00′0.36″      | 個々の通り、土地区画                       | 11.132 m                | 10.247 m        | 7.871 m         | 4.3496 m       |
| 5         | 0.00001    | 0°00′0.036″     | 個々の木、ドアの入り口                     | 1.1132 m                | 1.0247 m        | 787.1 mm        | 434.96 mm      |
| 6         | 0.000001   | 0°00′0.0036″    | 個々の人間                                 | 111.32 mm               | 102.47 mm       | 78.71 mm        | 43.496 mm      |
| 7         | 0.0000001  | 0°00′0.00036″   | 商業測量の実用的な限界                     | 11.132 mm               | 10.247 mm       | 7.871 mm        | 4.3496 mm      |
| 8         | 0.00000001 | 0°00 ′0.000036″ | 特殊な測量（例：構造プレートマッピング）   | 1.1132 mm               | 1.0247 mm       | 787.1 μm        | 434.96 μm      |

小数点以下4桁での精度（誤差）は、赤道上で11.132メートル。小数点以下5桁での値は、赤道で1.1132メートルとなる。先述したように、両極に近づくにつれて経度1度あたりの長さは小さくなるので、同じ表示桁数でも精度は上昇することになる。緯度の場合にはそのような変化はないが、地球は球体でなく扁平回転楕円体であるため、赤道と極を比較すると、子午線1秒の長さは約0.3メートルの違いがある。
なお、標高も小さな値の誤差をもたらす。標高6,378メートルでは、半径と表面距離が0.001または0.1％増加する。

## 例
DMS値は、次の式を使用して10進度に変換される
{\displaystyle \mathrm {D} _{\text{dec}}=\mathrm {D} +{\frac {\mathrm {M} }{60}}+{\frac {\mathrm {S} }{3600}}}
たとえば、次の10進度表現は
38°53'23 "N、77°00 '32" W
（アメリカ合衆国議会議事堂の場所）は
38.8897°、-77.0089°
OpenStreetMapなどのシステムでは、次数記号は省略され、表現は次のようになる
38.8897、-77.0089
D、M、およびSを計算するには、次の式を利用する
{\displaystyle {\begin{aligned}\mathrm {D} &=\operatorname {trunc} (\mathrm {D} _{\text{dec}},0)\\\mathrm {M} &=\operatorname {trunc} (60\times |\mathrm {D} _{\text{dec}}-\mathrm {D} |,0)\\\mathrm {S} &=3600\times |\mathrm {D} _{\text{dec}}-\mathrm {D} |-60\times \mathrm {M} \end{aligned}}}
ここで、{\textstyle \mathrm {\left\vert D_{dec}-D\right\vert } }は、{\textstyle \mathrm {D_{dec}-D} }の絶対値、{\textstyle \mathrm {trunc} }は切り捨て関数を表す。